# Ильяшов, Михаил Александрович
Ильяшов Михаил Александрович (род. 25 декабря 1953) — советский и украинский учёный и руководитель в угольной отрасли. Доктор технических наук, профессор, лауреат Государственной премии в области науки и техники.

## Биографические сведения
Родился в 1953 году. Окончил Донецкий политехнический институт в 1976 году по специальности «Технология и комплексная механизация подземной разработки месторождений полезных ископаемых».
Трудовую деятельность начал в Украинском филиале Всесоюзного НИИ горной геомеханики и маркшейдерского дела, где работал до 1986 года. Заочно окончил аспирантуру, в 1984 году защитил кандидатскую диссертацию. В период 1987—1992 годов — заведующий лабораторией в Макеевском государственном НИИ по безопасности работ в горной промышленности. С 1990 года — старший научный сотрудник института.
В июле 1992 года назначен заместителем тех. директора межотраслевого производственного объединения «Дон», с 1993 по 2004 год — заместитель генерального директора концерна «Энерго». В период 2000—2004 годов — председатель Наблюдательного Совета ОАО УК Шахта «Красноармейская-Западная № 1». В 2000 году защитил докторскую диссертацию на тему «Эффективная и безопасная разработка угольных пластов, склонных к газодинамических явлений в зонах повышенного горного давления». С 2004 года — директор по вопросам агропромышленного комплекса и торговли ЗАО «Донецксталь».
Автор свыше 240 научных публикаций, в том числе 35 монографий и учебных пособий, 40 изобретений.

## Награды и звания
Полный кавалер знака «Шахтёрская слава», Заслуженный шахтер Украины, кавалер почётного отличия Госнадзорохрантруда Украины «За доблестную службу».
Награждён Почётной грамотой Верховной Рады Украины, орденом «Серебряный крест казацкой славы».